# 波本
波本（Bobong）是印度尼西亚北马鲁古省的一个城镇，是塔利亚布岛县的县治所在，位于塔利亚布岛的西端。2010年统计，波本所在的西塔利亚布区（印尼语：Kecamatan Taliabu Barat）共有9,027人。

## 资料来源
1. ↑  Biro Pusat Statistik, Jakarta, 2011.